# Tom-Jelte Slagter
Tom-Jelte Slagter, né le 1er juillet 1989 à Groningue, est un coureur cycliste néerlandais professionnel de 2011 à 2020. Il a notamment remporté le Tour Down Under 2013 et deux étapes de Paris-Nice en 2014.

## Biographie

### Carrière amateur
Dans son enfance, Tom-Jelte Slagter pratique le football quelques années, et arrête vers l'âge de douze ans. Il découvre le cyclisme en accompagnant son père et son club cyclotouriste. Il commence le patinage de vitesse, à l'IJsvereniging Groningen à la même période. Après deux ans, il est sélectionné dans l'équipe régionale et évolue pendant cinq ans au niveau national. Se rendant compte qu'il ne fera pas partie des meilleurs Néerlandais, et qu'il préfère le cyclisme qu'il pratique à l'entraînement l'été, il prend une licence au Noordelijke Wielervereniging Groningen, en catégorie débutant deuxième année. Grâce à de bons résultats en catégorie junior, il rejoint à 18 ans l'équipe Ruiter-Dakkapellen, en Hollande-Septentrionale, en catégorie espoirs première année. En deuxième année, il est sélectionné en équipe nationale pour disputer le GP Tell en Suisse. À son retour aux Pays-Bas, il est contacté par l'équipe Rabobank Continental, qui lui fait signer un contrat de deux ans.
Tom-Jelte Slagter intègre ainsi en 2010 l'équipe Rabobank Continental, réserve de l'équipe ProTour Rabobank. Il remporte durant cette saison le championnat des Pays-Bas espoirs. Il gagne une étape du Circuit des Ardennes et s'illustre lors de la Semaine cycliste lombarde. Avec l'équipe des Pays-Bas des moins de 23 ans, il se classe quatrième du Tour de l'Avenir, et participe aux championnats du monde à Geelong en Australie, où il prend la 35e place de la course en ligne des moins de 23 ans.

### Carrière professionnelle

#### Début de carrière chez Rabobank
En 2011, il est recruté par l'équipe Rabobank. Il participe à son premier grand tour, le Tour d'Italie 2011. Il abandonne sur chute lors de la 5e étape, souffrant d'une fracture de l'orbite droit et d'une commotion cérébrale. En fin de saison, il participe au dernier grand tour de la saison, le Tour d'Espagne au service de son coéquipier néerlandais Bauke Mollema qui termine quatrième à Madrid. Il finit la course à la 75e place.
En 2012, Slagter dispute à nouveau le Giro. Rabobank y vise victoires d'étapes, notamment au sprint. Avec Juan Manuel Gárate, Slagter a la liberté de choisir les étapes qui lui conviennent pour attaquer. Il s'illustre lors de la dixième étape. Dans le final favorable aux puncheurs, avec une première côte d'un kilomètre à 11 %, suivie d'une descente et d'une nouvelle côte pavée à 11 % dans le dernier kilomètre, il attaque à deux reprises. Il prend la septième place de l'étape,. Il termine à la trentième place de ce Tour d'Italie. En juin, il participe au Tour de Suisse. Neuvième du prologue, il est quarantième du classement général. En septembre, au Canada, il est cinquième du Grand Prix de Québec et vingtième du Grand Prix de Montréal.  Il est sélectionné en équipe nationale pour la course en ligne des championnats du monde, dans le Limbourg néerlandais, en tant qu'équipier,. Il est 56e de cette course, le meilleur Néerlandais étant Lars Boom, cinquième.

#### Révélation en 2013 au Tour Down Under
En 2013, le sponsor Rabobank se retire et l'équipe devient Blanco. Il reprend la compétition en Australie lors du Tour Down Under. Il termine 4e de la deuxième étape à quatre secondes du Gallois Geraint Thomas. Il remporte ensuite la troisième étape devant l'Australien Matthew Goss et le champion du monde belge Philippe Gilbert, sa première victoire professionnelle. Alors second du classement général, il prend la tête à l'issue de la cinquième étape remportée par Simon Gerrans. Le lendemain, à l'issue de la dernière étape gagnée par l'Allemand André Greipel, il remporte l'épreuve devant Javier Moreno et Thomas. Il prend à cette occasion la tête de l'UCI World Tour. En août, il est leader du classement général du Tour de l'Ain pendant une journée et en prend finalement la neuvième place. Sur le continent américain en septembre, il remporte le classement de meilleur grimpeur du Tour de l'Alberta et se classe septième du Grand Prix de Québec. Il obtient une nouvelle sélection en équipe nationale pour le championnat du monde sur route, qu'il ne termine pas. Entretemps, il s'engage avec l'équipe américaine Garmin-Sharp pour l'année 2014.

#### 2014-2016: chez Garmin puis Cannondale
En début d'année 2014, Tom-Jelte Slagter remporte deux étapes de Paris-Nice, qu'il termine à la seizième place. Le mois suivant, il prend la deuxième place du Grand Prix Miguel Indurain, la treizième place du Tour du Pays basque, puis participe aux classiques ardennaises. D'abord vingt-et-unième de l'Amstel Gold Race, il est ensuite cinquième de la Flèche wallonne et sixième de 	Liège-Bastogne-Liège. En juillet, il dispute son premier Tour de France, qu'il termine à la 56e place. Durant les derniers mois de la saison, il est quatorzième de la Classique de Saint-Sébastien, onzième du Grand Prix de Québec, douzième du Grand Prix de Montréal, et dispute la course en ligne des championnats du monde 2014, qu'il ne termine pas.
Durant le premier semestre de 2015, ses meilleurs résultats sont deux neuvièmes places, au Grand Prix  Miguel Indurain et à la Flèche wallonne. Douzième de l'Eneco Tour en août, il gagne deux étapes du Tour d'Alberta le mois suivant et termine troisième du classement général de cette course. Il est ensuite quatrième du Grand Prix de Québec, dixième du Grand Prix de Montréal, treizième du Tour de Lombardie. Il prolonge son contrat avec l'équipe Cannondale-Garmin.
En 2016, il obtient une victoire dès le début de saison, lors de la première étape du Tour du Haut-Var. Il est ensuite quatorzième de Milan-San Remo, neuvième de la Flèche brabançonne. Durant l'été, après un deuxième Tour de France, il prend la huitième place de la Classique de Saint-Sébastien, puis la quinzième place du Grand Prix de Québec.

#### 2018: Départ chez Dimension Data

##### Saison 2018
Au mois d'août 2017, il fait le choix de quitter la formation Cannondale-Drapac et s'engage avec l'équipe africaine Dimension Data pour la saison 2018. Pour sa première course sous ses nouvelles couleurs, il prend la troisième place du Tour Down Under. Mi-avril, il termine 12e de la Flèche wallonne. Un mois plus tard, il décroche un top 10 sur le Tour de Californie, 8e de la troisième étape. Avant de prendre part au Tour de France, il participe au Tour de Suisse avec une 3e place d'étape à la clé. 

##### Saison 2019
Il ne réitère pas sa performance sur le Tour Down Under, se classant cette fois 17e au général. Il se distingue en mai sur le Tour de Yorkshire (7e au général) puis en août sur l'Arctic Race of Norway avec une 7e place d'étape et sur le Tour d'Allemagne (8e au général). Au sortir de celui-ci, il prend la 6e place sur le GP de Québec.

#### 2020: B&B Hotels-Vital Concept
Le 14 octobre 2019, l'équipe continentale professionnelle française Vital Concept-B&B Hotels annonce l'arrivée du coureur néerlandais. Il y retrouve notamment Pierre Rolland qu'il a  côtoyé entre 2015 et 2017 lors de leurs années Cannondale. Pour Jérôme Pineau, il vient apporter à l'équipe "son patrimoine en World Tour, sa culture internationale et son envie de redevenir acteur sur les courses les plus difficiles du calendrier international", notamment sur les classiques ardennaises. Il commence sa carrière au sein de l'équipe bretonne sur la première édition du Tour d'Arabie Saoudite dont il prend la 4e place de la première étape. De retour en Europe, il prend part au Tour de la Provence (55e), au Tour des Alpes-Maritimes et du Var (65e) et à la Drôme Classic (43e) avant que la saison ne soit suspendue à cause de la pandémie de Covid-19. Il reprend la compétition sur les Strade Bianche (abandon). Il est également aligné sur le Critérium du Dauphiné (106e) et la Bretagne Classic (90e). En septembre, il ne participe qu'au Tour du Doubs et à Paris-Camembert. Le 14 novembre, il annonce mettre un terme à sa carrière et sa reconversion en tant que représentant pour la marque de tracteurs John Deere.

## Palmarès et classements mondiaux

### Palmarès amateur
- 2009
  - 2e du Tour de Moselle
- 2010
  -  Champion des Pays-Bas sur route espoirs
  - 2e étape du Circuit des Ardennes
  - Skandis GP
  - Hel van Voerendaal

### Palmarès professionnel
| - 2012 - 5e du Grand Prix cycliste de Québec - 2013 - Tour Down Under : - Classement général - 3e étape - 7e du Grand Prix cycliste de Québec - 2014 - 4e et 7e étapes de Paris-Nice - 2e du Grand Prix Miguel Indurain - 5e de la Flèche wallonne - 6e de Liège-Bastogne-Liège - 2015 - 3e et 4e étapes du Tour d'Alberta - 3e du Tour d'Alberta - 4e du Grand Prix cycliste de Québec - 9e de la Flèche wallonne - 10e du Grand Prix cycliste de Montréal | - 2016 - 1re étape du Tour du Haut-Var - 8e de la Classique de Saint-Sébastien - 2017 - 2e étape du Tour d'Autriche - 3e du Grand Prix cycliste de Montréal - 6e du Grand Prix cycliste de Québec - 2018 - 3e du Tour Down Under - 2019 - 6e du Grand Prix cycliste de Québec |  |

### Résultats sur les grands tours

#### Tour de France
3 participations
- 2014 : 56e
- 2016 : 82e
- 2018 : 59e

#### Tour d'Italie
4 participations
- 2011 : abandon (5e étape)
- 2012 : 30e
- 2015 : 76e
- 2017 : 77e

#### Tour d'Espagne
1 participation
- 2011 : 75e

### Classements mondiaux
| Année                  | 2010 | 2011 | 2012 | 2013 | 2014 | 2015 | 2016 | 2017  | 2018  | 2019 | 2020  |
| ---------------------- | ---- | ---- | ---- | ---- | ---- | ---- | ---- | ----- | ----- | ---- | ----- |
| UCI World Tour         |      | nc   | 105e | 39e  | 61e  | 76e  | 154e | 70e   | 79e   |      |       |
| Classement mondial UCI |      |      |      |      |      |      | 164e | 93e   | 161e  | 211e | 1579e |
| UCI Europe Tour        | 434e |      |      |      |      |      | 216e | 1146e | 1651e | 177e | 1175e |
| UCI America Tour       |      |      |      |      |      |      |      | 56e   |       |      |       |